# Ocampo de Jalapa
El Ocampo de Jalapa fue un equipo que participó en la Liga Mexicana de Béisbol con sede en Jalapa, Veracruz, México.

## Historia
El Ocampo participó durante dos temporadas en la Liga Mexicana de Béisbol, debutó para la campaña de 1926 donde terminó como campeón al ganar las dos vueltas en las que se dividió el calendario, en la primera lo hizo con marca de 11 ganados y 3 perdidos, la segunda con 8 ganados y 3 perdidos. El Ocampo es el único equipo en la historia de la liga que se coronó campeón al ganar las dos mitades del torneo bajo este sistema de competencia, se realizó durante 1949, 1950, 1951 y 1966, pero siempre hubo una serie final al ganar cada vuelta un equipo distinto. El siguiente año el Ocampo terminó en último lugar con marca de 2 ganados y 7 perdidos, siendo esta la última temporada en la liga.